# شکم‌پای پاپولکی

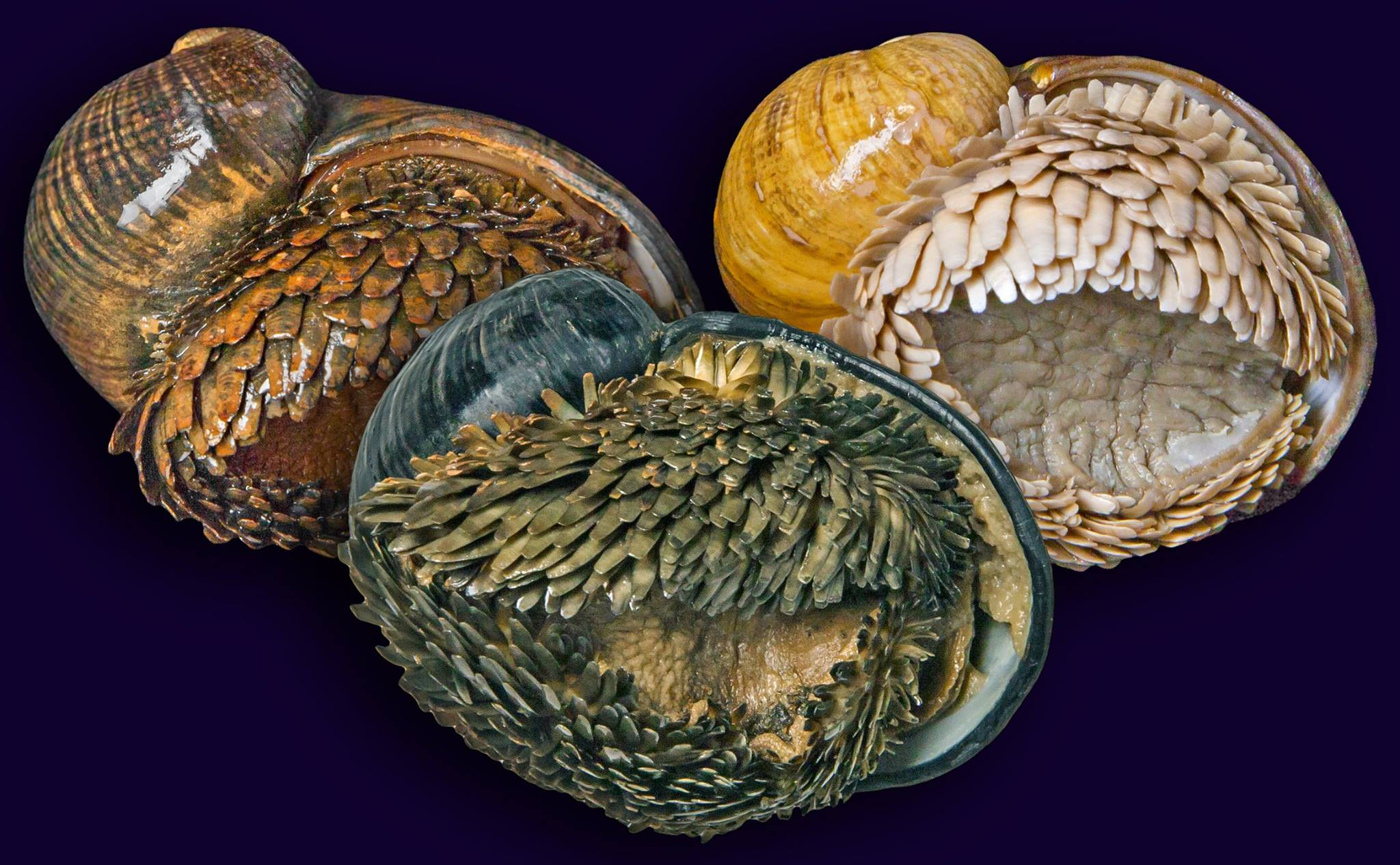
افرادی از سه جمعیت شناخته‌شده : Kairei, Longqi, Solitaire (از چپ به راست)

شکم‌پای پاپولکی (نام علمی: Chrysomallon squamiferum) که معمولاً به‌عنوان شکم‌پای پاپولکی، حلزون پاپولکی یا پانگولین دریایی یا حلزون آتشفشانی شناخته می‌شود، گونه‌ای از حلزون گرمابی در اعماق دریا، از خانواده نرم تنان Peltospiridae است. این شکم‌پا بومی دهانه تنها از دریچه‌های هیدروترمال اعماق دریا در اقیانوس هند شناخته شده‌است، جایی که در اعماق حدود ۲٬۴۰۰–۲٬۹۰۰ متر (۱٫۵–۱٫۸ مایل) یافت شده‌است. شکم‌پای پاپولکی تا اندازهٔ زیادی با دیگر گاستروپودهای اعماق دریا، حتی نئومفالین‌های نزدیک به هم متفاوت است. در سال ۲۰۱۹، در فهرست سرخ IUCN، [۵] در معرض خطر انقراض اعلام شد، نخستین گونه‌ای که به دلیل ریسک‌های ناشی از استخراج از معادن در اعماق دریا در زیستگاه دریچه آن به این عنوان فهرست شد.

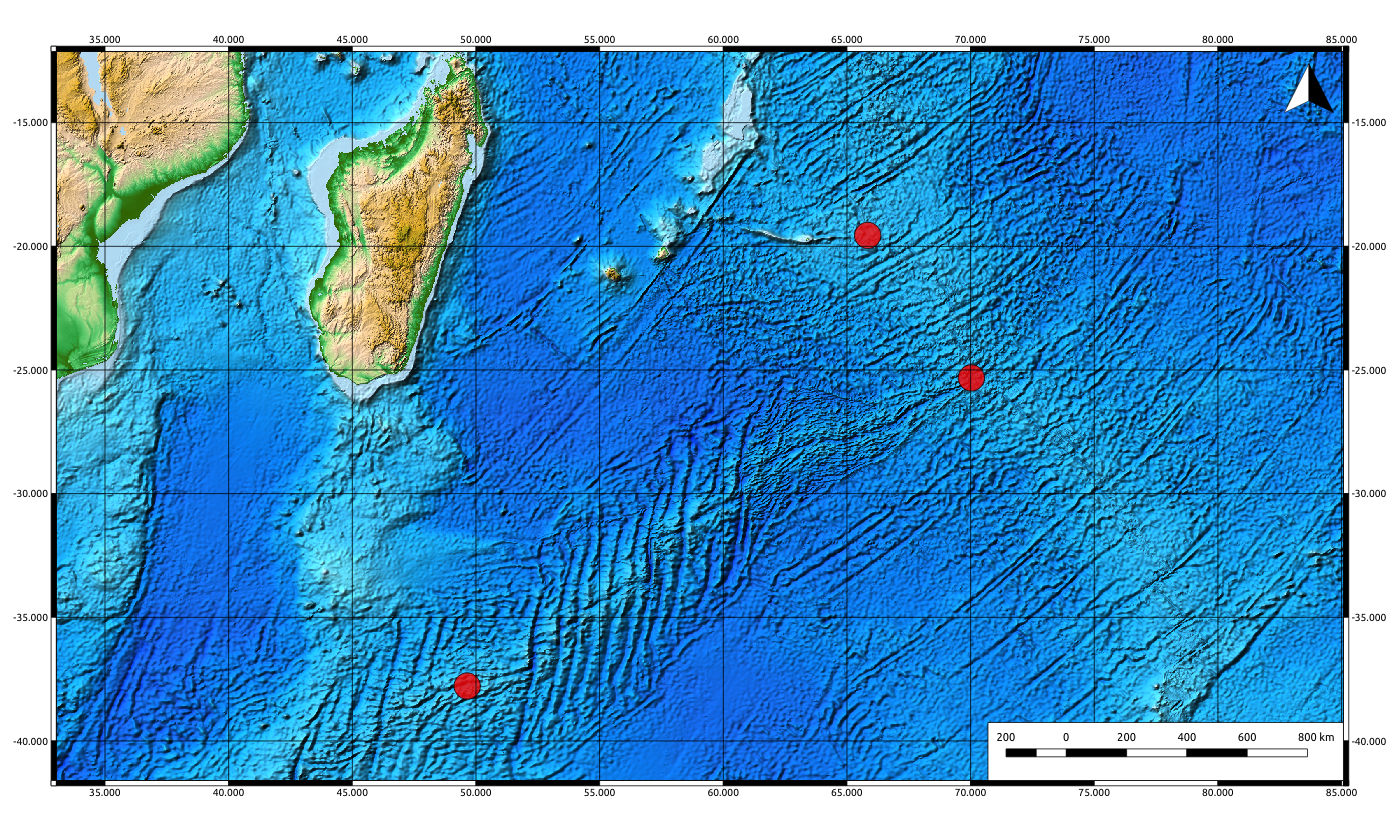
پراکندگی در اقیانوس هند

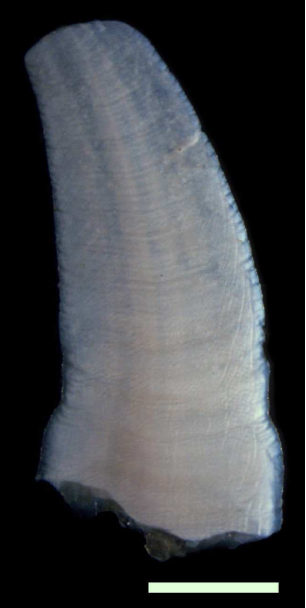
سطح بیرونی یک سختینه تکی از شکم‌پای پاپولکی. نوار مقیاس ۱ میلی‌متر است.